# Stol
För andra betydelser, se Stol (olika betydelser).

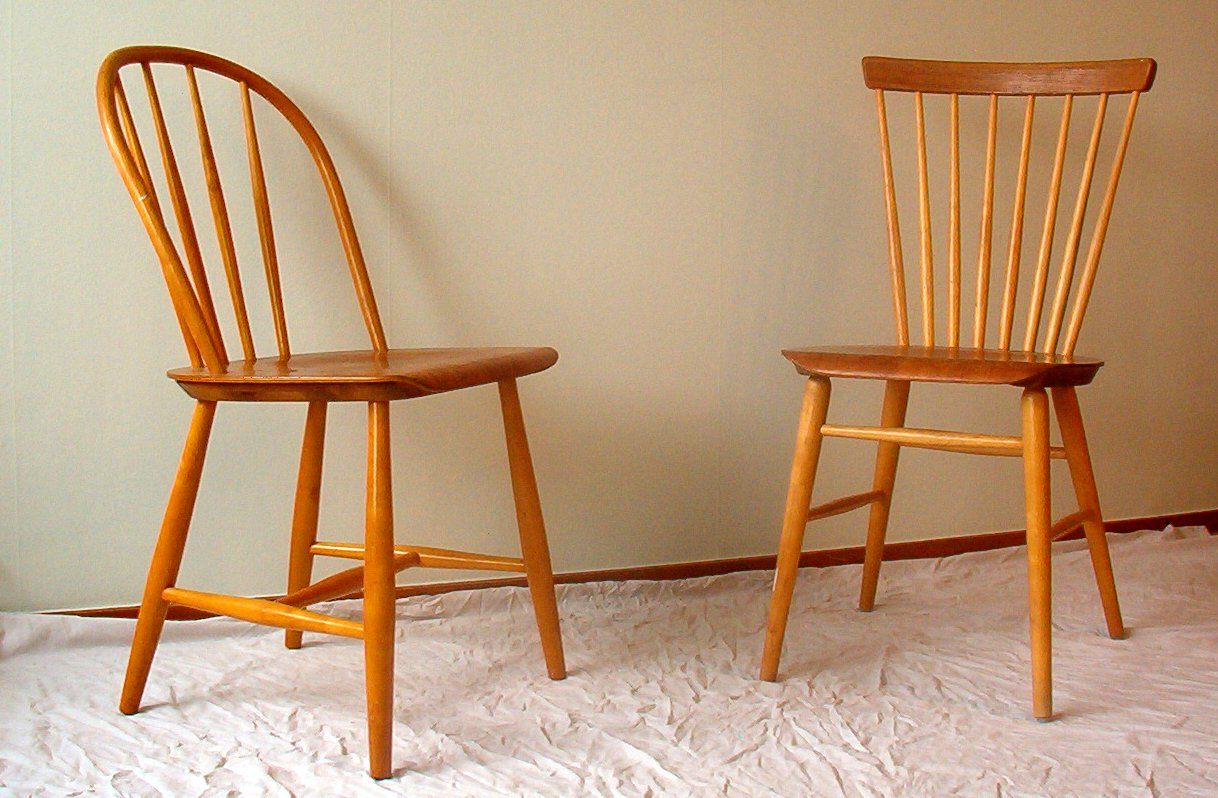
Pinnstolar tillverkade i stor upplaga i Småland.

En stol är en sittmöbel med en upphöjd sittyta, vanligtvis avsedd för en person. Stolar är ofta försedda med fyra ben och har ett stöd för ryggen, ibland även armstöd, men en stol kan vara konstruerad på en mängd olika sätt, med tre ben, en pelarfot, vara försedd med hjul som på många kontorsstolar, vara höj och sänkbar, hopfällbar etc. Stolar görs i en mängd olika material som trä, metall och plast, och kan vara stoppade. Ej fastsatta stolar används exempelvis i hemmet, i skolan, i omklädningsrum på kontor och andra arbetsplatser.
En sittmöbel som saknar rygg- och armstöd kallas pall, eller barstol om den har extra långa ben. En stol med armstöd kallas karmstol, och en stoppad stol med rygg- och armstöd kallas fåtölj eller länstol. En permanent fastsatt stol, exempelvis på en buss eller tåg kallas säte. En stoppad sittmöbel med plats för fler än en person kallas soffa eller fästmanssoffa, och en utan stoppning för bänk. Det finns stolar helt utan ryggstöd, bland annat så kallade knästödsstolar som är konstruerade för att vara mer ergonomiska för kroppen, och vissa stolar, exempelvis vissa massagestolar, har istället ett stöd som kroppens framsida lutas emot.
Stolar finns i olika modeller som gungstolar, frisörstolar, datastolar och massagestolar. För små barn finns det särskilda barnstolar.

## Historia

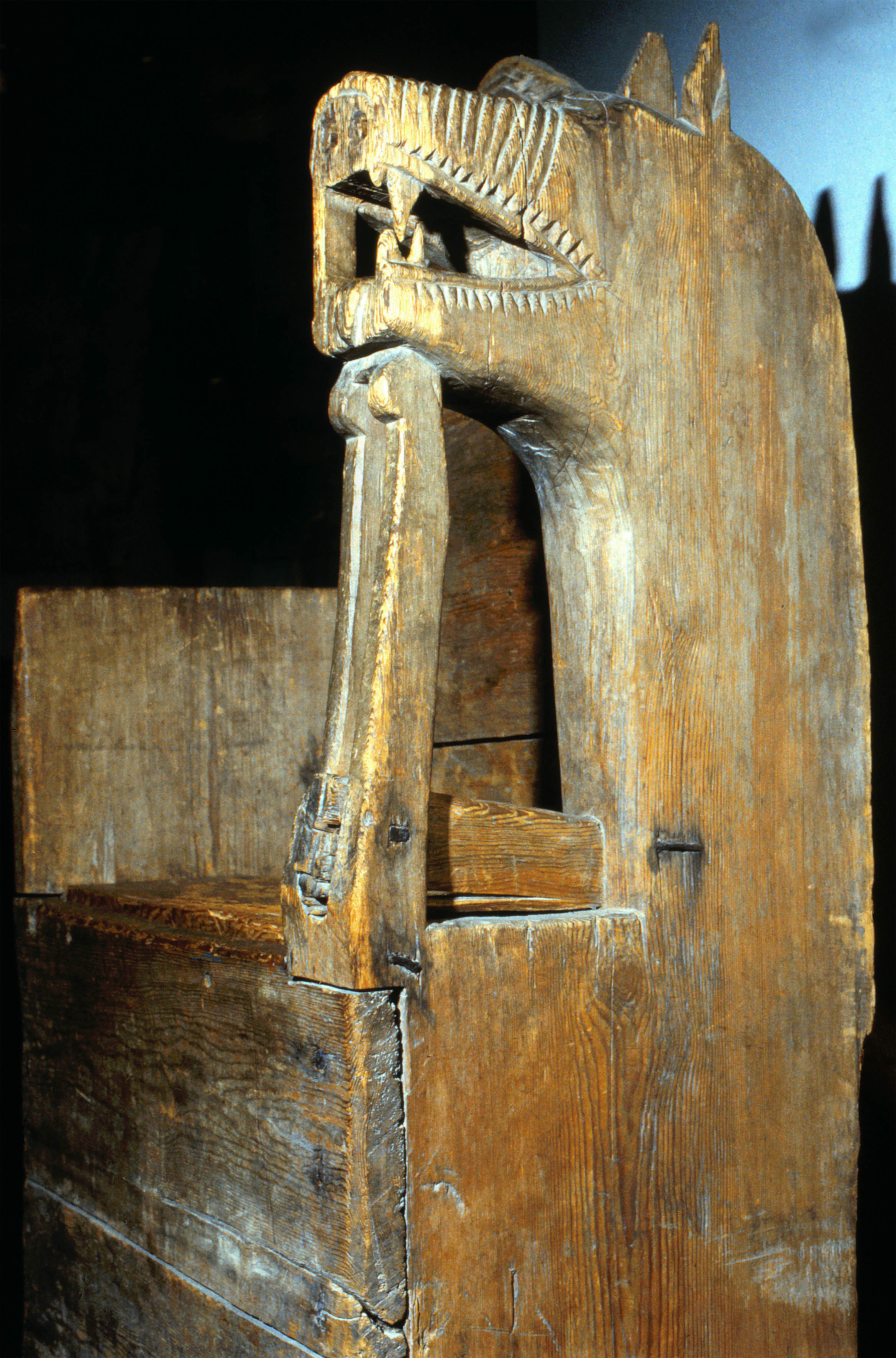
Suntakstolen med sitt varghuvud.

En av Sveriges äldsta bevarade stolar är den så kallade Suntakstolen från Suntaks gamla kyrka i Västergötland.
 Den tillverkades någon gång mellan 1150 och 1250. Stolen har på ena sidan ett stort skulpterat varghuvud. Enligt traditionen användes stolen av biskopen vid hans kyrkobesök. Bak på ryggstycket har någon medeltida klottrare ristat in “Ave Maria Grati” i runor.
Den äldsta stol som finns bevarad i Norden är en dansk stol, mer än tretusen år gammal. Vid utgrävning av bronsåldershögen Guldhöj i Jylland påträffades en fällstol i trä, inte olik moderna fällstolar. Den har dessutom slående likheter med faraonernas fällstolar i Egypten.
Prov på tidig nordisk möbelkonst från 800-talet är fynd från de enastående vikingaskeppsgravarna i Norge. Förutom sängar och kistor finns även en stol med i Osebergsdrottningens “dödsbo”. Detta är en stol med heltäckande sidor under sätesnivån, en så kallad kiststol. Under sätet kunde man förvara saker. Vid utgrävningar i Lund har man funnit en stolsrygg från tiden före 1050. Den är av typen stolpstol, där bakbenen går upp och bildar sammanhängande delar med ryggstödet.
Flera svenska medeltidsstolar har bevarats i kyrkor runt omkring i landet. Idag är dessa mest museiobjekt men i till exempel Lärbro kyrka på Gotland står fortfarande en karmstol från 1200-talet med vackert svarvade trädelar.
En speciell typ av medeltida stolar är de så kallade korstolarna. Dessa var som namnet anger placerade i de större kyrkornas kor för att användas av närvarande präster vid mässorna. Korstolar är inga ensamstående stolar utan är sammanfogade flera efter varandra i en enhet. Exempel på korstolar finns i Lunds domkyrka och Roskilde domkyrka från 1300-talet samt del av korstolsarrangemang i Vadstena klosterkyrka.
En ålderdomlig typ av stol är den så kallade kubbstolen. Som namnet anger utgörs denna oftast av en urholkad trädstam eller kubbe. Kubbstolen kan också vara tillverkad som en laggad tunna med sittbänk. De äldsta bevarade kubbstolarna är genom inskriptioner daterade till 1600-talen men typen är troligtvis betydligt äldre. Från portalutsmyckningen till Källunge kyrka från omkring 1300 finns till exempel en kubbstol avbildad, och miniatyrer av kubbstolar (amuletthängen) från 900-talet e.Kr. har hittats bland annat i gravar i Birka och i vikingatida skattfynd från 900- och 1000-talen.
Pinnstolen blev populär under 1700-talet. Från början följde denna med engelska utvandrare till Amerika, så kallade windsorstolar, och därifrån spreds typen tillbaka till Europa , bland annat till Sverige. Henriette Killander, ägare av Hooks herrgård i Småland ritade på 1850-talet den första svenska pinnstolen vilket inledde inhemsk tillverkning i stor skala.
Även gungstolen kommer från Nordamerika där den på 1800-talet oftast kallades för Bostongungstol. Bland enklare folk i Sverige verkar den ha blivit populär först på 1870-talet och då som finrumsmöbel.
Den äldsta nordiska barnstolen påträffades vid arkeologiska utgrävningar i Lund. Stolen, som är fragmentarisk består av en trälåda med handtag, liknande en modern ”babysitter”. Den är daterad till 1000-talet och finns till beskådande på Kulturen i Lund.

## Bildgalleri

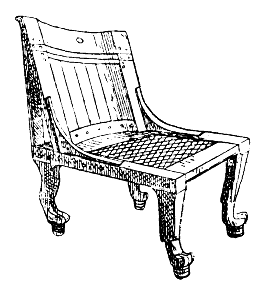
Forntida egyptisk stol
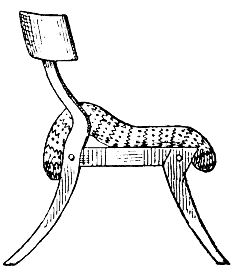
Grekisk stol från antiken
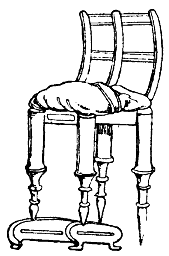
Romersk stol för damer
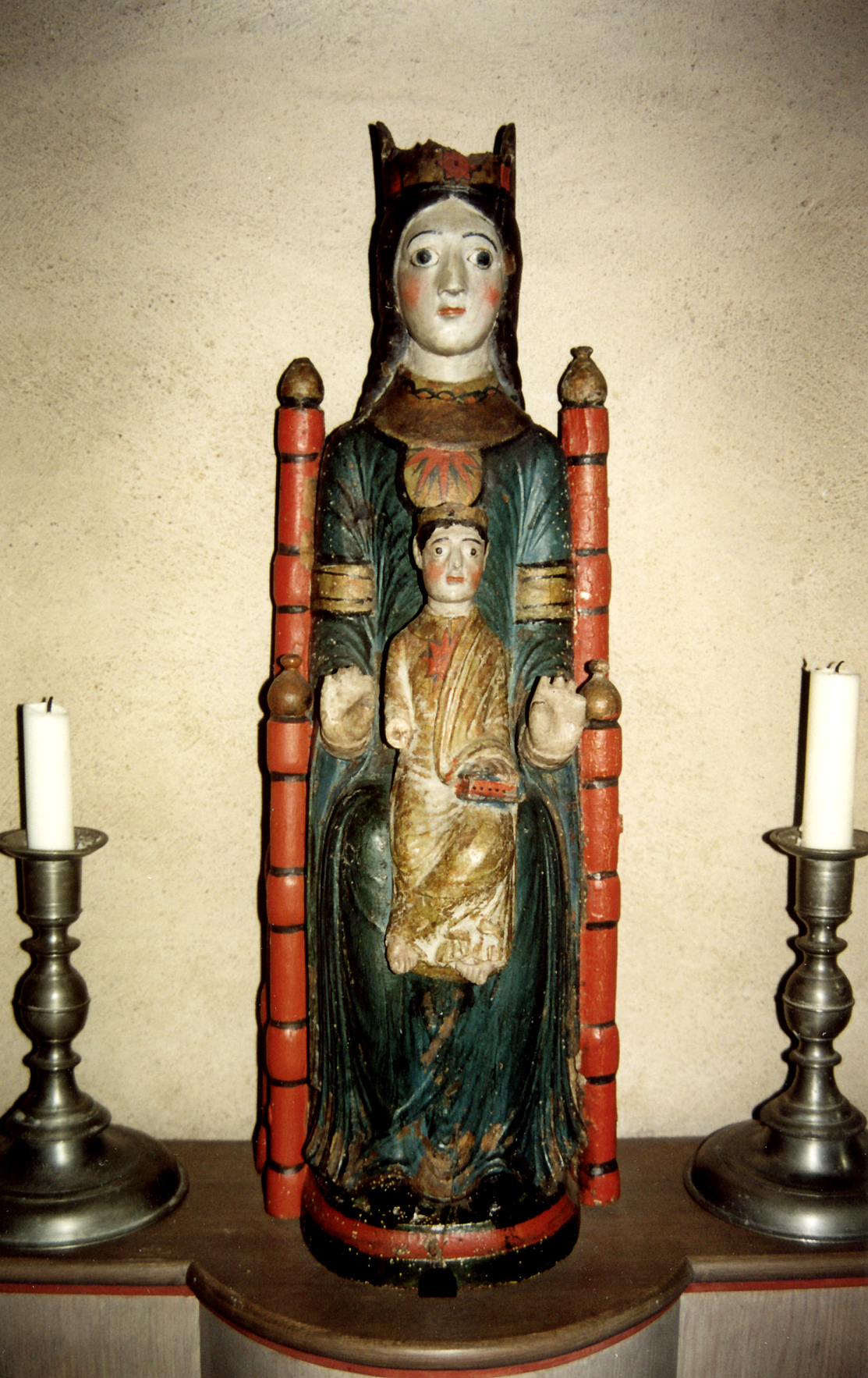
Hedamadonnans stol från 1200-talet, Heda kyrka, Östergötland.
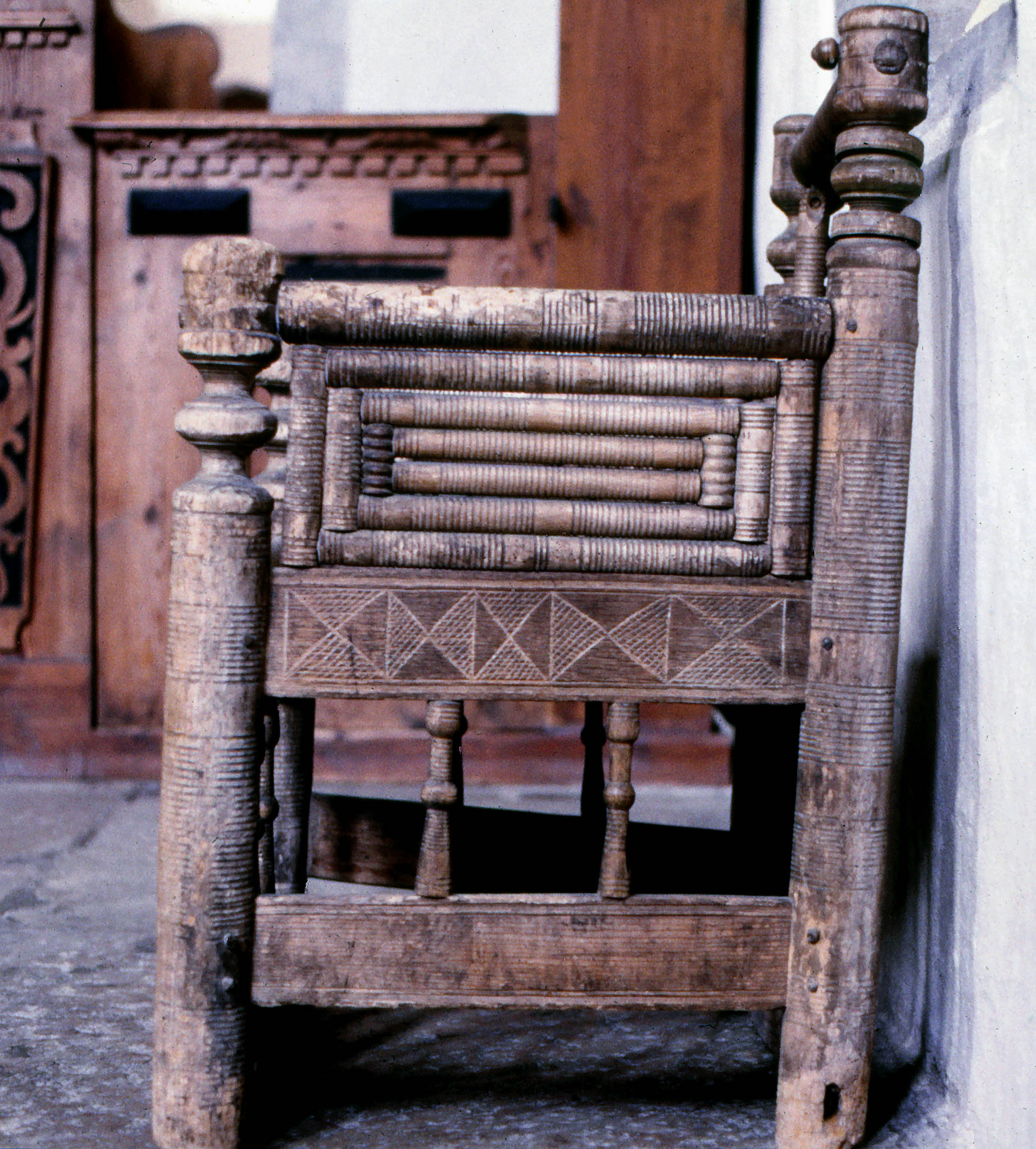
Lärbrostolen
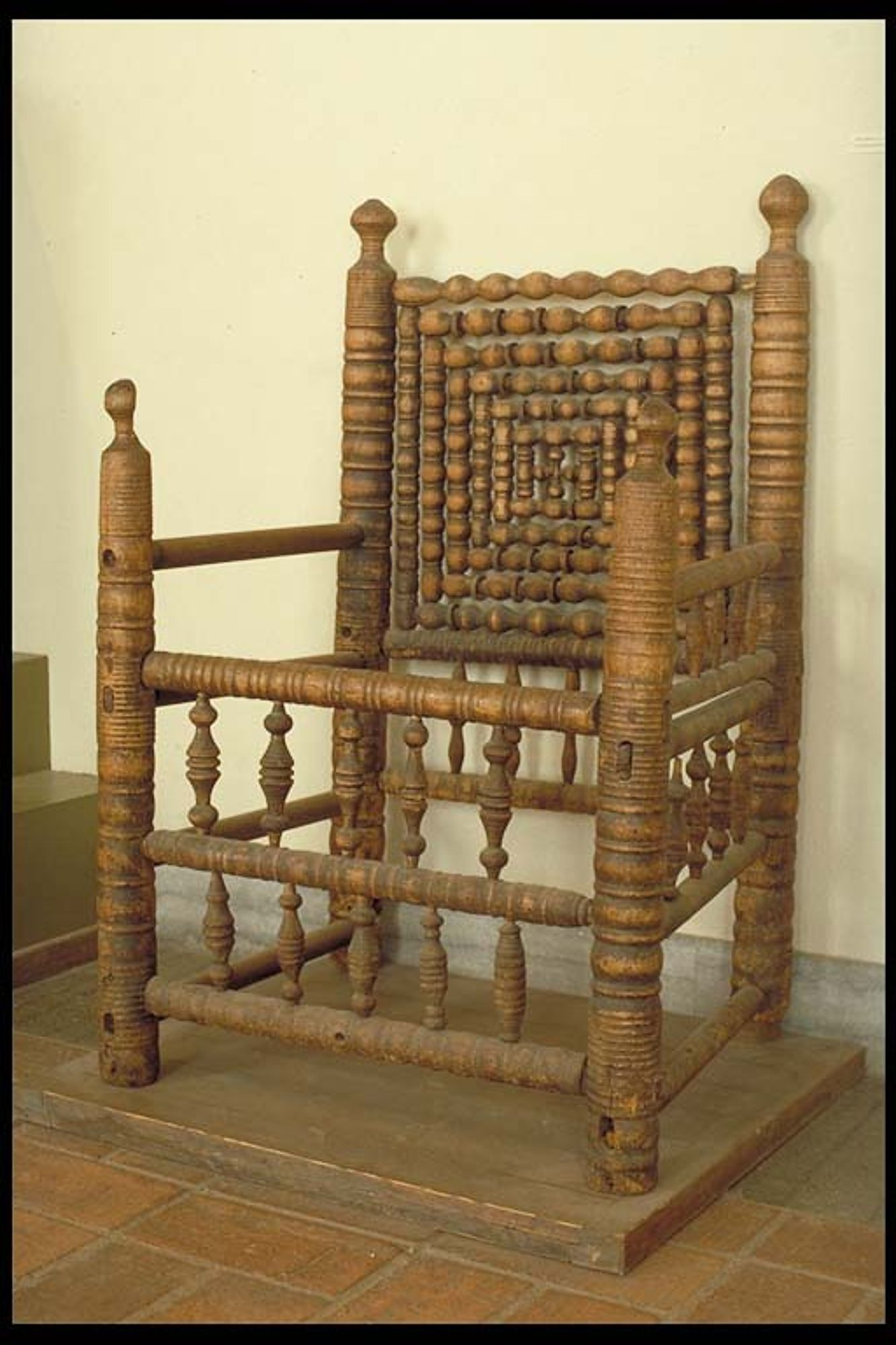
Stol av ek brukad 1250 - 1349 i Herrestads kyrka.
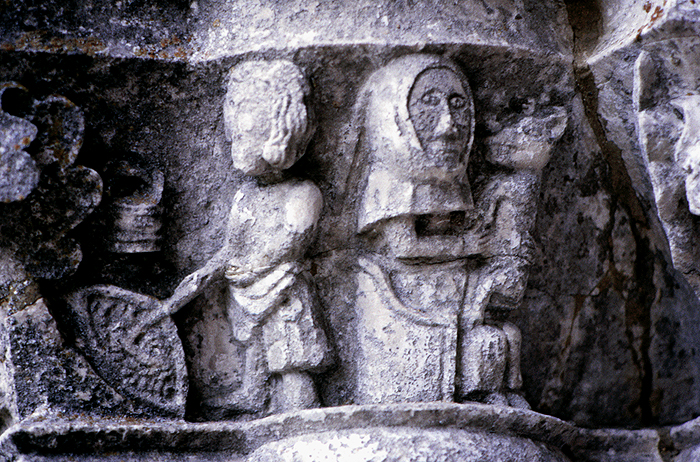
Kubbstolen från Källunge kyrka
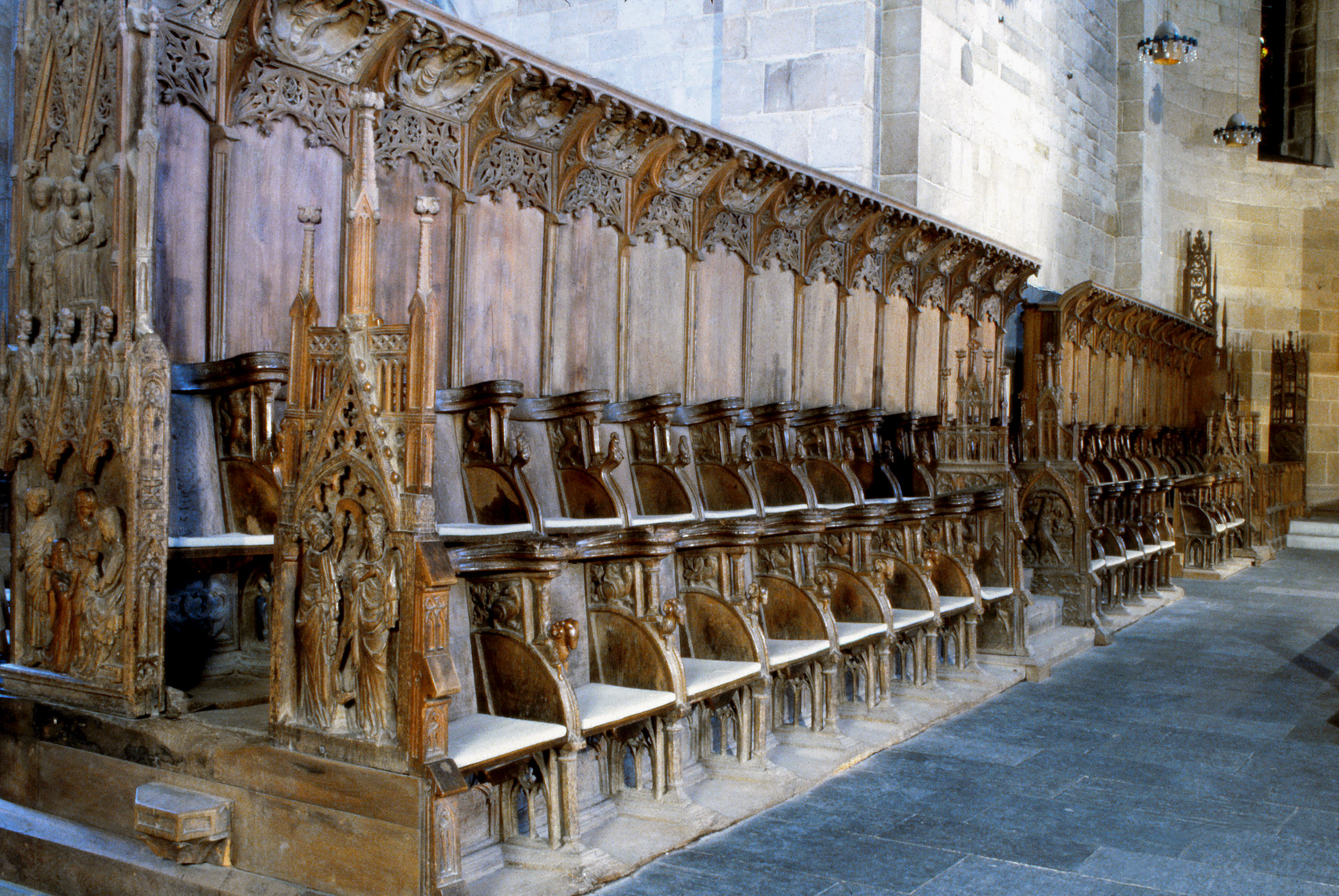
Korstolarna från Lund från 1340-talet
Renässansstol s. k. sgabello, 1500-tal.
Länstol, scherenstuhl från 1500-talet.
Stol med maskaron från 1600-talet, Hallwylska museet.
Stol från 1650 cirka, Skoklosters slott.
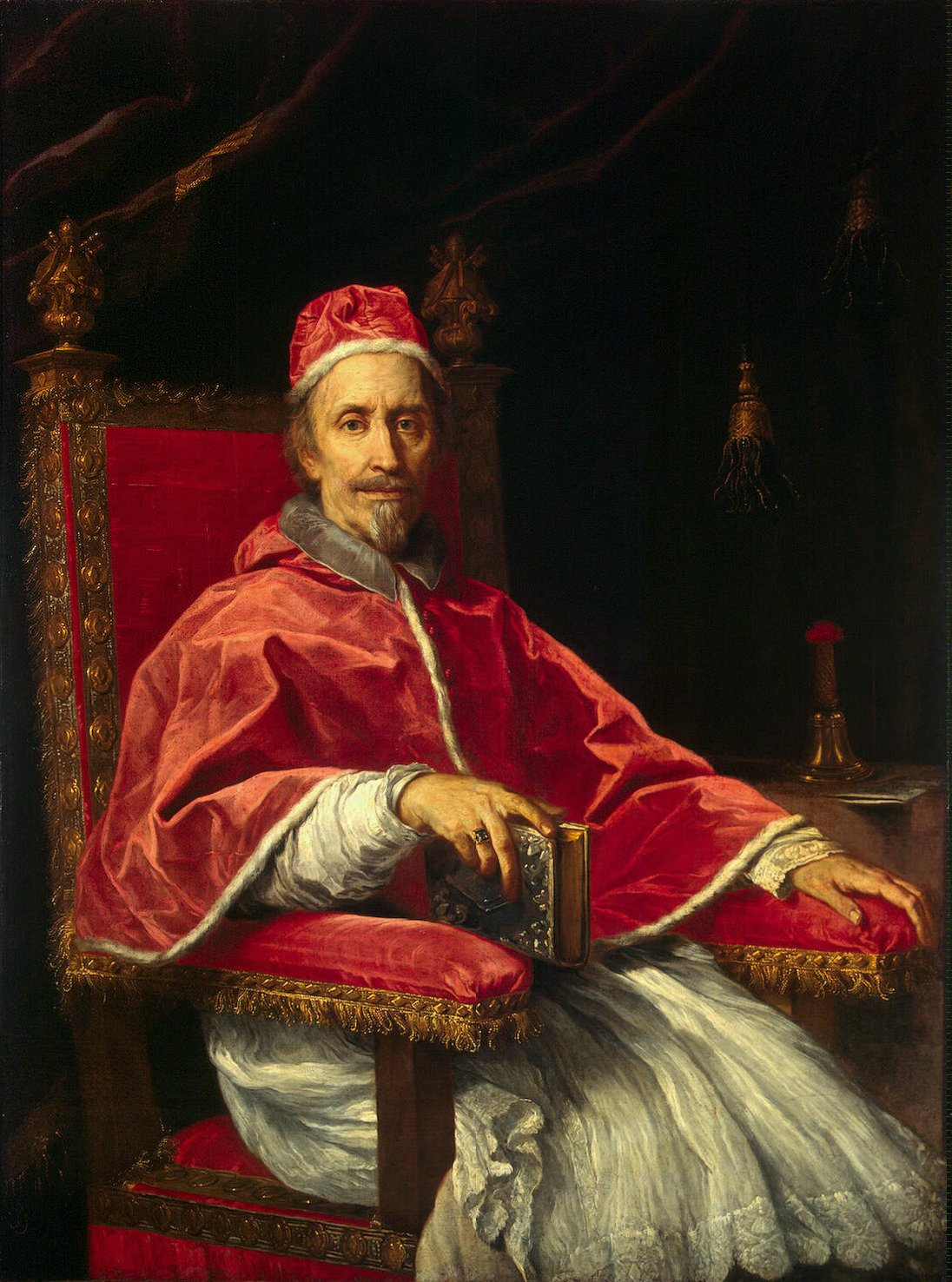
Påve Clemens IX sittande i stol med armstöd. Målad 1669.
Stol av valnöt från 1600-talets slut, Skoklosters slott.
Stol från 1708, Skoklosters slott.
Stol, 1700-talets mitt.
Stol klädd i siden, 1700-tal.
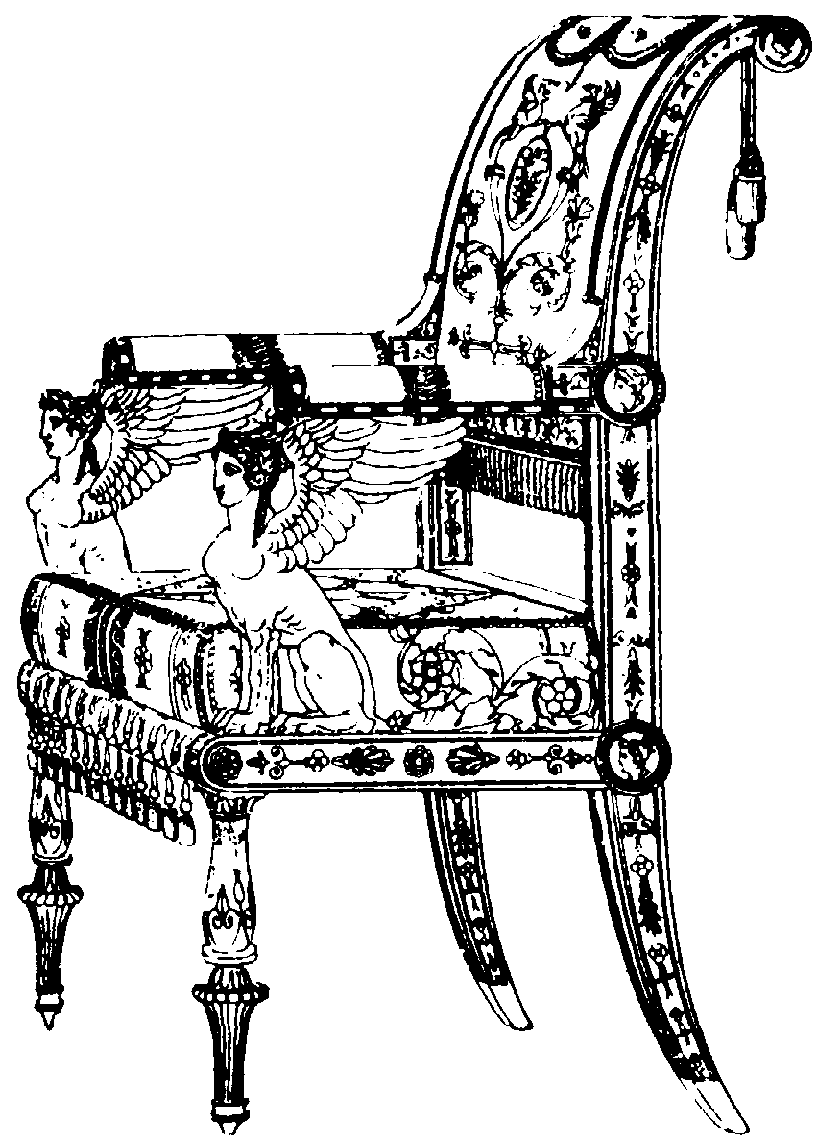
Stol i empirestil
Stol, senempire, 1820-tal.
Nygotisk stol från 1830-talet.
Stol, 1884.
Pinnstol

## Moderna stolar

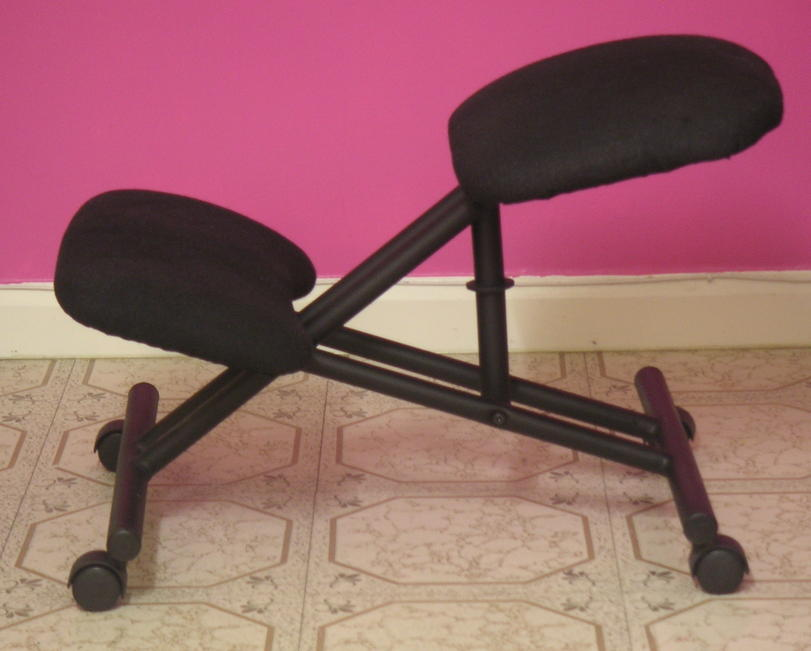
Knästödsstol är en av få stolsmodeller som förekommer utan ryggstöd. Den första formgavs 1979 av Hans Christian Mengshoel och är tänkt att vara ergonomisk.

Dagens stolar tillverkas i material som trä, plast och metall och framställs på industriell bas. En av världens mest sålda stolar är polypropstolen, en stol där sitsen är tillverkad i ett stycke formgjuten plast och med stålunderrede.